# Severe acute respiratory syndrome-related coronavirus
Denne side handler om en art af coronavirus omfattende flere stammer. For den stamme, der forårsager SARS, se SARS-CoV − For den stamme, der forårsager COVID-19, se SARS-CoV-2
Severe acute respiratory syndrome–related coronavirus ('SARS-CoV' eller 'SARSr-CoV') er en art af coronavirus der inficerer mennesker, flagermus og visse andre pattedyr.
Det er en indkapslet, enkeltstrenget (single-stranded) RNA-virus med positiv sense, der kommer ind i værtscellen ved at binde til receptoren for 'Angiotensin-konverterende enzym 2' (ACE2).
Virussen tilhører slægten Betacoronavirus og underslægten Sarbecovirus.
To stammer af denne virus har forårsaget udbrud af alvorlige luftvejssygdomme hos mennesker: 'svær akut respiratorisk syndrom coronavirus' (SARS-CoV eller 'SARS-CoV-1'), som forårsagede udbruddet 2002-2004 af 'Svær akut respiratorisk syndrom' (SARS) og 'alvorlig akut respiratorisk syndrom coronavirus 2' (SARS-CoV-2), der førte til pandemien 2019-20 med sygdommen COVID-19, 'coronavirus disease 2019'.
Der findes hundreder af andre stammer af SARS-CoV, som blot er kendt for at inficere ikke-humane arter: flagermus er et vigtigt reservoir for mange stammer af SARS-relaterede coronavirus, og adskillige stammer er identificeret i desmerdyr-slægten Paradoxurus (underfamilien palmerullere), hvorfra SARS-CoV sandsynligvis stammer.
Efter ebolaudbruddet i Vestafrika 2014 udarbejdede WHO i 2016 en plan for hurtig igangsættelse af forskning og udvikling af diagnosemetoder, vacciner og lægemidler til brug før og under en epidemi. Man anså at den SARS-relaterede coronavirus var en af flere virus der kunne udløse en sådan epidemi. Forudsigelsen blev indfriet med COVID-19-pandemien.